# Kintamani (Hunderasse)
Der Kintamani  oder Kintamani-Bali-Hund (Anjing Kintamani-Bali) ist eine Hunderasse aus Bali, die mit den dort als Straßenhund lebenden Pariahunden sehr eng verwandt ist. Der Kintamani hat seinen Namen von Kintamani, einer Region im Distrikt Bangli am Kraterrand des Vulkans Batur.

## Geschichte und Anerkennung als Rasse
Der Kintamani ist ein beliebter Haushund unter Balinesen und es wird angenommen, dass die Rasse ihren Ursprung in der Region um das Dorf Sukawana im Distrikt Kintamani hat,. Nach volkskundlicher Überlieferung liegt der Ursprung der Rasse im 15. Jahrhundert und begann mit einem Chow Chow, der einem reichen Chinesen gehörte. Dieser Mann soll sich in der Bergregion von Kintamini angesiedelt haben und in die Familie von König Jaya Pangus geheiratet haben. Sein Chow Chow soll sich der Überlieferung zufolge mit den örtlichen Hunden gepaart haben, wodurch der Kintamani entstanden sein soll.  Diese Legende ist jedoch sicher falsch. Laut genetischen Untersuchungen hat sich der Kintamani aus den wildlebenden Hunden Balis entwickelt und geht nicht auf eine Vermischung mit Chow Chows zurück. Obwohl die balinesischen Straßenhunde eine höhere Vielfalt an äußerlichen Merkmalen als der Kintamani besitzen, sind insgesamt alle Merkmale des Kintamani in der Population verwilderter balinesischer Hunde vorhanden. Das Aussehen des Kintamani wird mit den Haltungsgewohnheiten der Bauern der Kintamini-Region in Verbindung gebracht. Hündinnen, vermutlich solche, die lenkbarer und von gewünschtem Typus waren, wurden von lokalen Bauern gehalten und ihre Welpen verkauft. Hündinnen wurde erlaubt, sich frei mit den Rüden der Region zu verpaaren, wodurch die Selektion auf ein bestimmtes Aussehen hauptsächlich Weibchen betraf, anders als bei den meisten modernen westlichen Rassen, die auf nur wenige Gründerindividuen zurückgehen und wo der Einfluss einiger weniger Rüden übermäßig groß war.
1985 fand die erste Hundeausstellung in Indonesien statt, auf der Kintamanis vorgestellt wurden.
Der Kintamani wird von der Zuchtvereinigung Perkumpulan Kinologi Indonesia (PERKIN) (The All Indonesia Kennel Club) anerkannt und als National Breed (Nationalrasse) präsentiert. PERKIN vertritt Indonesien in der FCI. Seit spätestens 2005 gibt es Bestrebungen, die Rasse von der FCI anerkennen zu lassen. Am 18. Februar 2006 wurde von der PERKIN ein Rassestandard beschlossen. Am 23. Februar 2012 erfolgte in Manila die Anerkennung der Rasse durch die Asian Kennel Union, einen Zusammenschluss asiatischer FCI-Mitgliedsorganisationen. Der Kintamani ist damit Indonesiens erster Rassehund. Die FCI erkannte ihn am 20. Februar 2019 unter der Nummer 326 provisorisch an

## Beschreibung
Der Kintamani ist ein spitzartiger mittelgroßer Hund, der nur wenig länger ist als hoch, das Verhältnis Schulterhöhe zu Länge beträgt 11 : 10. Er hat ein dichtes, mittellanges Fell mit reichlich Unterwolle. An Hals und Schultern ist das Fell länger und bildet eine Art Kragen, der bei Rüden stärker ausgeprägt ist als bei Hündinnen. Die buschige Rute wird über dem Rücken getragen. Der Kopf ist breit, mit moderatem Stop, die Nase dunkelbraun bis schwarz, die Ohren sind dreieckig und aufrecht nach vorn gerichtet. Die Augen sind oval und braun oder schwarz, ihre Lider dunkel pigmentiert. Der Kintamani hat runde, kräftige Pfoten, die Beine stehen von vorn und hinten betrachtet parallel. Seine Bewegungen sind wendig und leicht.

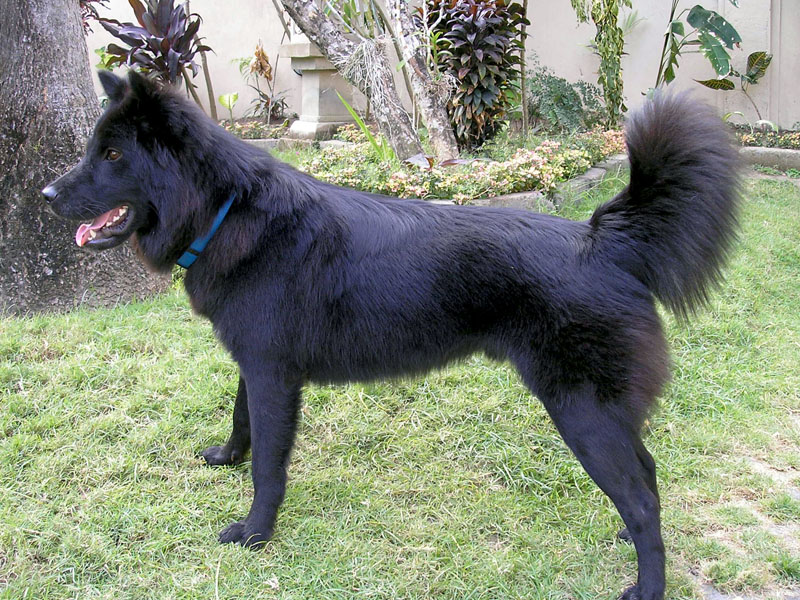

Zugelassene Farben nach der FCI sind Weiß, Schwarz, Falb und gestromt.
- Weiß mit weizenfarbigen Ohrenrändern. Weiß ohne weizenfarbige Ohrränder wird akzeptiert, jedoch nicht bevorzugt. Die Nase ist schwarz oder braun.
- Schwarz: Vollständig schwarz. Geringfügiges Weiß an Brust, Pfoten und/oder Rutenspitze ist zulässig. Die Nase ist schwarz.
- Falb: Falb in unterschiedlichen Schattierungen, von hellem Falb bis Tiefrot. Eine schwarze Maske wird bevorzugt. Der Nasenschwamm ist schwarz. Geringfügiges Weiß an Brust, Pfoten oder Rutenspitze ist zulässig
- Gestromt: Falbfarbener Hintergrund in unterschiedlichen Schattierungen, von hellem Falb bis Tiefrot als Grundfarbe, mit dunklen oder schwarzen Streifen. Eine schwarze Maske wird bevorzugt[9]

Der erste Rassestandard der Perkin sah noch etwas anders aus, die Farbe war beispielsweise auf Weiß beschränkt.

## Wesen und Verwendung
Der Kintamani ist ein verbreitetes Heimtier auf Bali. Er wird als intelligent, kühn, gutmütig und sehr loyal seiner Familie gegenüber beschrieben. Der Standard von 2012 weist ihn als Begleithund (companion dog) aus.